# شركة النظائر
شركة مجموعة النظائر الإعلامية هي شركة متخصصة في الإنتاج الإعلامي للفيديو والكاسيت والحفلات إضافة إلى الإعلام المرئي والمقروء تأسست عام 1973 مقرها  العاصمة الكويتية الكويت كانت بوابةً إلى عالم الإعلام العربي حيث تملك خبرة لأكثر من خمسة وأربعون عاماً في المجال الإعلامي حيث تمتلك الأكاديمية الدولية للإعلام 
.

## أبرز الفنانين الذين تعاملوا معها
- عبد الكريم عبد القادر
- عبد الله الرويشد
- رباب
- نوال الكويتية
- نبيل شعيل
- كاظم الساهر
- حمود ناصر
- محمد المسباح
- حمد المانع
- فطومة
- خالد عبد الرحمن
- عبد المجيد عبد الله
- محمد البلوشي
- نايف البدر
- فرقة ميامي
- خالد بن حسين
- فواز الرجيب
- محمد الحسيان
- فرقة الأخوة البحرينية
- فرقة سلطانيز البحرينية
- فرقة الكواكب البحرينية
- صباح السهل

## أهم الأعمال

### التوزيع
- زارع الشر موزع مسلسل  1995
- ميزان العدالة موزع مسلسل  1994
- شربكة دربكة موزع مسرحية  1993

### الإنتاج
- روز باريس منتج مسلسل  2018
- قلوب لا تتوب منتج مسلسل  2016
- بقايا ألم منتج مسلسل  2015
- امرأة مفقودة منتج منفذمسلسل  2015
- الناس أجناس 2منتج منفذمسلسل  2013
- الصحيح ما يطيح منتج منفذمسلسل  2009
- تاكسي تحت الطلب منتج منفذمسلسل  2007
- ناس وناس منتج منفذمسلسل  2003
- صالح وطالح الإنتاج والتوزيع مسلسل  2001
- الاختيارالإنتاج والتوزيع مسلسل  2000
- قطعة 13 منتج مسلسل 2000
- بيت الوالد منتج مسلسل  1998
- الناس أجناس منتج منفذ مسلسل  1997
- الطير والعاصفة منتج مسلسل  1996
- زارع الشر منتج مسلسل  1995
- مشاكل الإنتاج مسرحية  1994
- زواج بالفاكس منتج مسرحية  1993
- عش الزوجية منتج مسلسل  1993
- الماضي وخريف العمر إنتاج مسلسل  1992
- الملقوفة منتج مسلسل  1992